# Vernouillet, Eure-et-Loir
Vernouillet là một xã thuộc tỉnh Eure-et-Loir trong vùng Centre-Val de Loire ở bắc trung bộ nước Pháp. Xã này nằm ở khu vực có độ cao từ 89-137 mét trên mực nước biển. Dân số năm 2006 là 11.496 người.
Ở đây có sân bay Vernouillet